# Krížny potok (přítok Popradu)
Krížný potok je potok na Spiši, v katastrálním území města Podolínec (okres Stará Ľubovňa). Je to levostranný přítok Popradu a měří 6,1 km.
Pramení v pohoří Spišská Magura v nadmořské výšce kolem 788 m. Teče jihovýchodním směrem v dolinou Krížného potoka. Nejvýznamnější přítoky jsou: Vápenný potok, Hlučiaci potok, Topolový potok a Výhonský potok. Ve městě Podolínec se v nadmořské výšce 564 m vlévá do Popradu.